# Động đất ngoài khơi phía Nam Đảo Ishigaki 1998
Động đất ngoài khơi phía Nam Đảo Ishigaki 1998 (石垣島南方沖地震 Ishigakijima nanpōokijishin) là  trận động đất xảy ra lúc 8:30 (JST) ngày 4 tháng 5 năm 1998. Trận động đất có cường độ 7.7 richter, tâm chấn độ sâu khoảng 35 km. Trận động đất đã tạo cơn sóng thần nhỏ. Không có báo cáo thiệt hại về người sau trận động đất.